# Pax
För andra betydelser, se Pax (olika betydelser).
Pax, latin, betyder frid och fred.
Pax är ett moment i den kristna mässan vid vilket fridshälsning utväxlas antingen endast mellan celebrant och assisterande kleresi eller mellan präst och församling och mellan församlingsmedlemmarna inbördes. 
Ordet används också i spel och lekar. I exempelvis tafatt eller fia med knuff för att beskriva frizoner där man inte kan bli tagen eller knuffad. Det kan även betyda företrädesrätt, såsom i "pax för att sitta i framsätet". Ordet pax är i leksammanhang belagt i svenska språket sedan 1800-talet.